# Deividas Šešplaukis
Deividas Šešplaukis (Pakruojis, 2 de febrero de 1998) es un futbolista lituano que juega en la demarcación de centrocampista para el FA Šiauliai de la A Lyga.

## Selección nacional
Tras jugar con la selección de fútbol sub-17 de Lituania, la sub-18, la sub-19 y la sub-21 hizo su debut con la selección absoluta el 17 de junio de 2023 en un partido de clasificación para la Eurocopa 2024 contra Bulgaria que finalizó con un resultado de empate a uno tras los goles de Edvinas Girdvainis para Lituania, y de Marin Petkov para el combinado búlgaro.

## Clubes
| Club              | País     | Año       | Partidos | Goles |
| ----------------- | -------- | --------- | -------- | ----- |
| FC Šiauliai       | Lituania | 2015      | 12       | 3     |
| Hércules CF "B"   | España   | 2016      | 1        | 0     |
| FK Sūduva         | Lituania | 2017      | 4        | 0     |
| FC Pakruojis      | Lituania | 2018      | 22       | 8     |
| FK Kauno Žalgiris | Lituania | 2019-2021 | 79       | 4     |
| FA Šiauliai       | Lituania | 2022-     | 99       | 13    |